# Mario Bertini
Mario Bertini (* 7. ledna 1944 Prato, Italské království) je bývalý italský fotbalový záložník.
Fotbalově vyrostl v Pratu, kde hrál do roku 1963. Poté odešel na jeden rok do třetiligové Empoli a v roce 1964 jej koupila Fiorentina se kterou vyhrál Středoevropský pohár 1966 a Italský pohár 1965/66. Po čtyřech sezonách u fialek přestoupil do Interu, kde střílel branky hlavně z penalt. Tady oslavil první a taky poslední titul v lize (1970/71). Za Nerazzurri odehrál v deseti sezonách celkem 297 utkání a vstřelil 38 branek. V roce 1977 odešel dohrát kariéru do druholigové Rimini, kde také v roce 1978 skončil kariéru.

## Hráčská statistika
| Sezóna  | Klub       | Liga    | Liga   | Liga | Ligové poháry | Ligové poháry | Ligové poháry | Kontinentální poháry | Kontinentální poháry | Kontinentální poháry | Celkem | Celkem |
| Sezóna  | Klub       | Soutěž  | Zápasy | Góly | Soutěž        | Zápasy        | Góly          | Soutěž               | Zápasy               | Góly                 | Zápasy | Góly   |
| ------- | ---------- | ------- | ------ | ---- | ------------- | ------------- | ------------- | -------------------- | -------------------- | -------------------- | ------ | ------ |
| 1963/64 | Empoli     | Serie C | 31     | 7    | -             | 0             | 0             | -                    | 0                    | 0                    | 31     | 7      |
| 1964/65 | Fiorentina | Serie A | 20     | 3    | IP            | 1             | 0             | Vel.P                | 1                    | 0                    | 22     | 3      |
| 1965/66 | Fiorentina | Serie A | 20     | 1    | IP            | 3             | 1             | Vel.P+Stř.P          | 4+2                  | 2+2                  | 29     | 6      |
| 1966/67 | Fiorentina | Serie A | 34     | 6    | IP            | 1             | 0             | PVP+Stř.P            | 2+0                  | 1+0                  | 37     | 7      |
| 1967/68 | Fiorentina | Serie A | 23     | 3    | IP            | 1             | 0             | Vel.P+Stř.P          | 4+6                  | 1+0                  | 34     | 4      |
| 1968/69 | Inter      | Serie A | 28     | 11   | IP            | 2             | 0             | Vel.P                | 6                    | 0                    | 30     | 11     |
| 1969/70 | Inter      | Serie A | 30     | 9    | IP            | 5             | 0             | Vel.P                | 10                   | 1                    | 45     | 10     |
| 1970/71 | Inter      | Serie A | 26     | 1    | IP            | 3             | 0             | Vel.P                | 4                    | 0                    | 29     | 1      |
| 1971/72 | Inter      | Serie A | 24     | 4    | IP            | 9             | 1             | PMEZ                 | 5                    | 0                    | 38     | 5      |
| 1972/73 | Inter      | Serie A | 23     | 0    | IP            | 7             | 0             | UEFA                 | 5                    | 0                    | 35     | 0      |
| 1973/74 | Inter      | Serie A | 15     | 0    | IP            | 7             | 1             | Stř.P                | 3                    | 0                    | 22     | 1      |
| 1974/75 | Inter      | Serie A | 19     | 2    | IP            | 9             | 1             | UEFA                 | 4                    | 0                    | 32     | 3      |
| 1975/76 | Inter      | Serie A | 29     | 3    | IP            | 10            | 3             | -                    | 0                    | 0                    | 39     | 6      |
| 1976/77 | Inter      | Serie A | 14     | 1    | IP            | 7             | 0             | UEFA                 | 2                    | 0                    | 2      | 0      |
| 1977/78 | Rimini     | Serie B | 22     | 0    | IP            | 0             | 0             | -                    | 0                    | 0                    | 22     | 0      |
| Celkem  | Celkem     | Celkem  | 358    | 45   | -             | 65            | 7             | -                    | 45                   | 7                    | 468    | 59     |

## Reprezentační kariéra
Za reprezentaci odehrál 25 utkání a vstřelil 2 branky. První utkání odehrál 29. června 1966 proti Mexiku (5:0). Byl na MS 1970, kde získal stříbrnou medaili. Na turnaji nastoupil do všech utkání.

### Statistika na velkých turnajích
| Reprezentace | Rok     | Zápasy             | Zápasy | Zápasy   | Zápasy           | Zápasy           | Zápasy       |
| Reprezentace | Rok     | Fáze turnaje       | Datum  | Soupeř   | Odehraných minut | Vstřelené branky | Výsledek     |
| ------------ | ------- | ------------------ | ------ | -------- | ---------------- | ---------------- | ------------ |
| Itálie       | MS 1970 | 1 zápas ve skupině | 3. 6.  | Švédsko  | 90               | 0                | 1:0          |
| Itálie       | MS 1970 | 2 zápas ve skupině | 6. 6.  | Uruguay  | 90               | 0                | 0:0          |
| Itálie       | MS 1970 | 3 zápas ve skupině | 11. 6. | Izrael   | 90               | 0                | 0:0          |
| Itálie       | MS 1970 | Čtvrtfinále        | 14. 6. | Mexiko   | 90               | 0                | 4:1          |
| Itálie       | MS 1970 | Semifinále         | 17. 6. | NSR      | 120              | 0                | 4:3 v prodl. |
| Itálie       | MS 1970 | Finále             | 21. 6. | Brazílie | 74               | 0                | 1:4          |

## Hráčské úspěchy

### Klubové
- 1× vítěz italské ligy (1970/71)
- 1× vítěz italského poháru (1965/66)

### Reprezentační
- 1× na MS (1970 - stříbro)